# Коптево (Костромская область)
Коптево — деревня в Берёзовском сельском поселении Галичского района Костромской области России.

## География
Деревня расположена у речки Бакшинки.

## История
Согласно Спискам населенных мест Российской империи в 1872 году деревня относилась к 2 стану Солигаличского уезда Костромской губернии. В ней числилось 23 двора, проживало 54 мужчины и 71 женщина.
Согласно переписи населения 1897 года в деревне проживало 200 человек (82 мужчины и 118 женщин).
Согласно Списку населенных мест Костромской губернии в 1907 году деревня относилась к Нольско-Березовской волости Солигаличского уезда Костромской губернии. По сведениям волостного правления за 1907 год в ней числилось 40 крестьянских дворов и 227 жителей.
До муниципальной реформы 2010 года деревня также входила в состав Березовского сельского поселения.

## Население
По состоянию на 1 января 2014 года в деревне числилось 5 хозяйств и 9 постоянных жителей.
| 2008 | 2010 | 2012 | 2014 |
| ---- | ---- | ---- | ---- |
| 8    | ↘5   | ↗7   | →7   |